# Elettra Romani
Elettra Romani (Paliano, 25 marzo 1927 – Roma, 21 giugno 2022) è stata un'attrice teatrale, comica e cabarettista italiana.

## Biografia
Nacque nel 1927 a Paliano, in Provincia di Frosinone; la madre morì nel farla venire al mondo. Allontanata dalla famiglia già in tenera età, crebbe con il sogno del teatro.
Nel 1949, a soli 18 anni, esordì come ballerina di avanspettacolo, poi soubrette, e infine attrice sia drammatica che brillante. Nel 1956 vinse il premio come miglior attrice nel concorso “Premio mascotte per l'avanspettacolo” a Boario Terme, bissandolo l'anno seguente a Salsomaggiore Terme.
Nel 1959 si unì professionalmente e sentimentalmente al comico Alfonso Tomas con cui svolse tournée di avanspettacolo: i due poi nel 1980 formarono il “Duo Tomas”, coppia comica cabarettistica. 
Nel 1989 partecipò ad una trasmissione in diretta su Rai Uno, “Sotto il segno del sole”, di Marcello Casco, mentre nel 1989 lavora in “Luci del Varietà”, una serie di 60 serate organizzate da Maurizio Costanzo al Teatro Parioli, insieme al marito, a Pia Velsi e a Giulio Massimini, per la regia di Mino Bellei.
Nel 2010 il regista della compagnia teatrale Monstera, Nicola Russo, le ha dedicato lo spettacolo "Elettra, biografia di una persona comune", andato in scena sia al teatro Elfo Puccini di Milano che al Teatro Elicantropo di Napoli, quale tributo a "una parabola di “italiana comune” anticonvenzionale, che ha vissuto sulla propria pelle, con un determinazione terribile e uno stomaco notevole, quella particolare presa di coscienza di sé che il proletariato italiano ha visto rappresentata nell’avanspettacolo, sovente senza rendersene conto".
Rimasta vedova da Alfonso Tomas nel 2005, muore all'età di 95 anni in completa solitudine il 21 giugno 2022. Rimasta senza parenti e in difficoltà economiche, aveva espresso il desiderio di essere cremata, e per questo motivo lo stesso Nicola Russo lanciò una raccolta fondi su GoFundMe per far rispettare le sue ultime volontà. Tra i donatori, tra gli altri, figurano Daniela Giordano, Veronica Logan, Elio De Capitani e Claudio Botosso.

## Filmografia parziale

### Cinema[9]
- Bella, ricca, lieve difetto fisico, cerca anima gemella, regia di Nando Cicero (1973)
- Pierino torna a scuola, regia di Mariano Laurenti (1990)
- Chi nasce tondo..., regia di Alessandro Valori (2008)